# 9722 Леві-Монтальчині
9722 Леві-Монтальчині (9722 Levi-Montalcini) — астероїд головного поясу, відкритий 4 березня 1981 року.
Тіссеранів параметр щодо Юпітера — 3,500.